# Unai Hualde
Unai Hualde Iglesias, né le 25 juillet 1976 à Altsasu, est un homme politique espagnol membre du Parti nationaliste basque, et figure majeure de la coalition Geroa Bai.
Il préside le Parlement de Navarre depuis le 19 juin 2019.

## Activités politiques
Il est conseiller municipal d'Altsasu de 2003 à 2007 puis de 2011 à 2016. Il est maire de la localité de 2007 à 2011. Il est président du Parti nationaliste basque en Navarre depuis 2015.
Le 17 juin 2015, il est élu député au Parlement de Navarre et réélu en 2019 et 2023. Il est le premier vice-président du Parlement pendant la IXe législature. Le 19 juin 2019, il est élu président du Parlement pour la Xe législature. Le 16 juin 2023, il est réélu président pour la XIe législature par 30 voix sur 50.